# Landschaftskomplex Tràng An

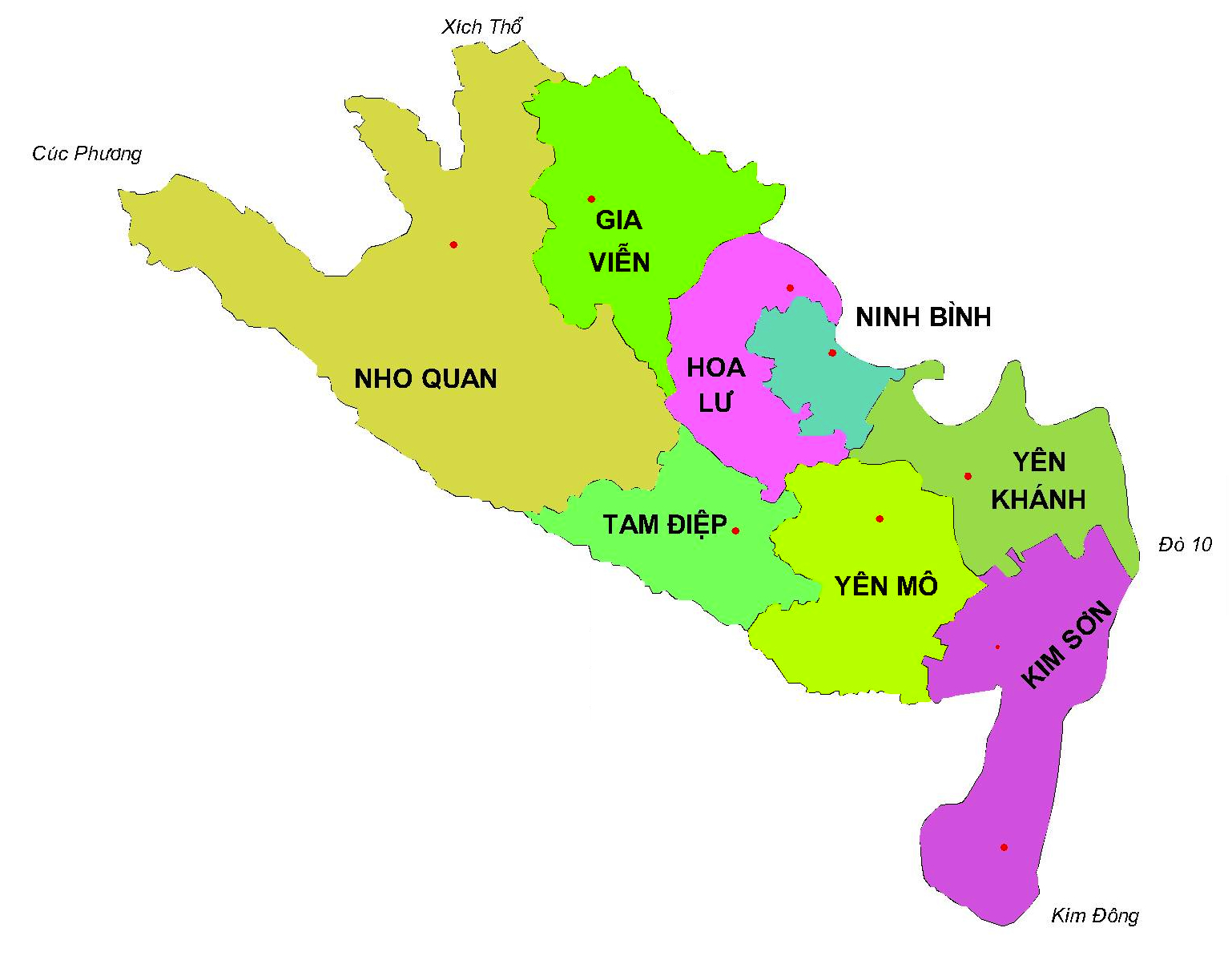
Karte der Provinz Ninh Bình

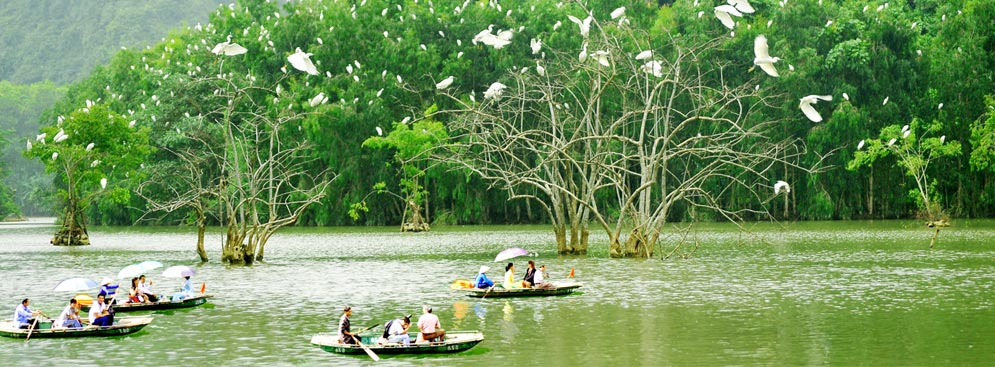
Im Vogelpark Thung Nham

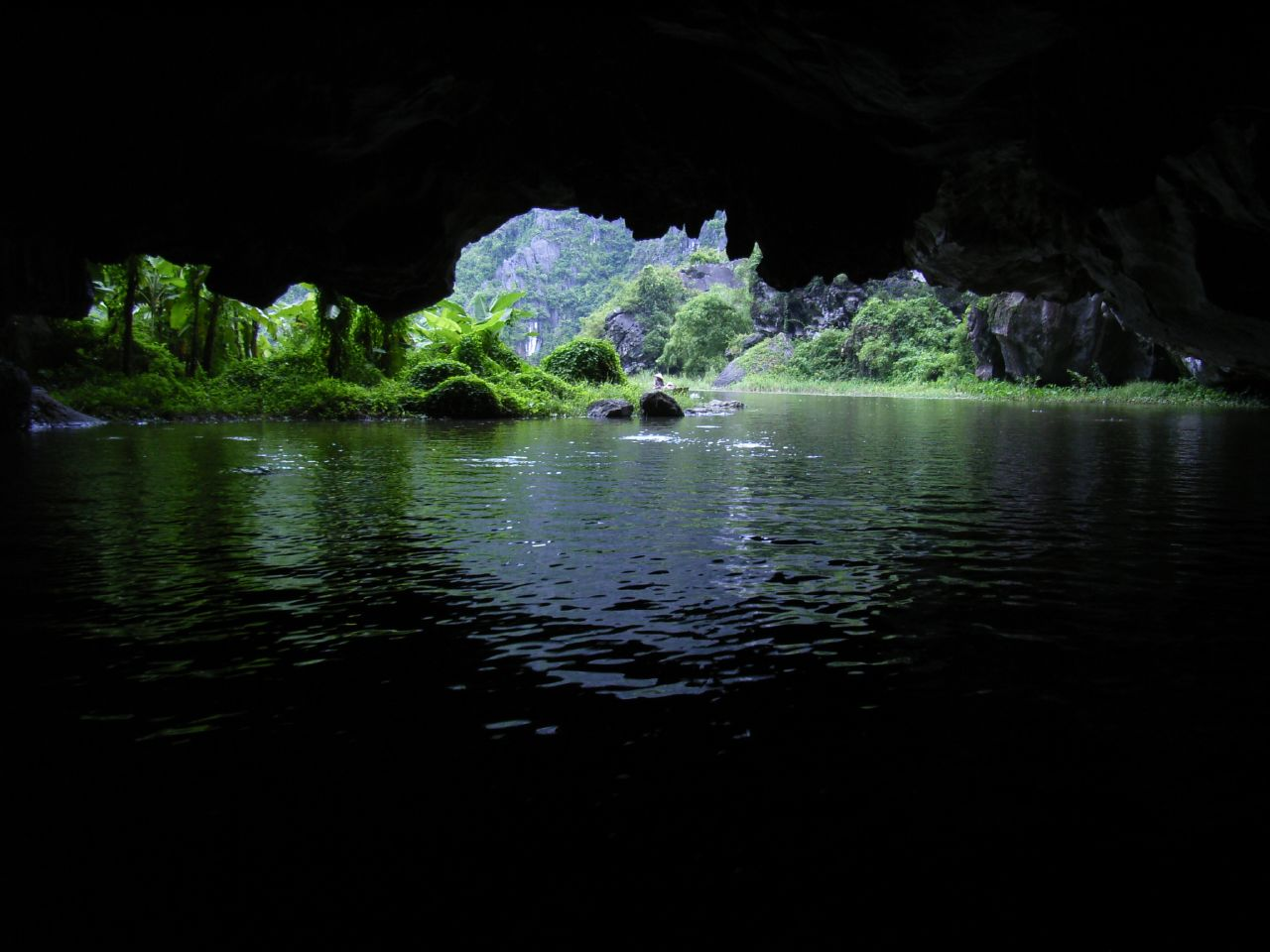
Eine der drei Grotten von Tam Cốc

Der Landschaftskomplex Tràng An (vietnamesisch:  Quần thể danh thắng Tràng An) liegt nahe Ninh Bình in der vietnamesischen Region Đồng Bằng Sông Hồng am südlichen Rand dieses Deltas des Roten Flusses. Die Geologie besteht aus zahlreichen Karst-Bergen und Tälern in einer Wasserlandschaft mit teils gefluteten Höhlen, die spektakuläre Ziele für touristische Bootstouren darstellen. Die Erforschung von Höhlen in verschiedenen Höhen brachte archäologische Spuren menschlicher Besiedlung aus einem zusammenhängenden Zeitraum von mehr als 30.000 Jahren zutage.
Der Landschaftskomplex besteht neben der historischen Stadtanlage Hoa Lư und dem Urwald-Gebiet Hoa Lư aus den Regionen Tràng An mit ökotouristischem Schwerpunkt sowie Tam Cốc-Bích Động, überwiegend in der Gemeinde Ninh Hải (Hoa Lư) gelegen und auch synonym für die Pagodenanlage Tam cốc bích động. Am 23. Juni 2014 wurde Tràng An auf der 38. Sitzung des Welterbekomitees in Doha als Malerischer Landschaftkomplex zum Natur- und Kultur-Denkmal des UNESCO-Welterbes ernannt. Damit ist es Vietnams erstes Welterbe in beiden Kategorien.

## Hoa Lư
Neben den Alltagsspuren aus 30.000 Jahren Besiedlung beheimatet der Landschaftskomplex einige besondere Stätten der vietnamesischen Geschichte, so die historische Hauptstadt Hoa Lư (Cố đô Hoa Lư). 968 verlegte der Begründer der Đinh-Dynastie, König Đinh Bộ Lĩnh, die Hauptstadt seines Reiches in die Nähe seines Geburtsortes Gia Viễn nach Hoa Lư in der Gemeinde Trường Yên. Hier am Hoàng Long-Fluss (sông Hoàng Long), inmitten der trockenen Halong-Bucht, war sie in sicherer Entfernung zur chinesischen Grenze, und verblieb dort während der Đinh- und der frühen Lê-Dynastie bis ins Jahr 1009.

## Tam Cốc und Bích Động
Tam Cốc bedeutet 'drei Grotten' und bezeichnet die drei Höhlen Hang Cả, Hang Hai und Hang Ba. Diese werden von dem flachen Ngô Đồng-Fluss (sông Ngô Đồng) durchflossen und sind ein beliebtes Ziel für Touren, die meist im Dorf Văn Lâm starten. Sprichwörtlich sind die rudernden Frauen von Tam Cốc, die auch gestickte Waren anbieten.
Bích Động, übersetzt Jade-Höhle oder Grüne Höhle, ist eine durchflutete Dunkelhöhle von 350 m Länge und gilt manchen als die schönste Höhle in Vietnam. Auf dem nahe gelegenen Berg Ngũ Nhạc liegt der Pagoden-Komplex Tam cốc bích động aus dem Jahr 1428. Die Anlage besteht aus den drei Pagoden Hạ, Trung und Thượng.

## Chùa Bái Đính
Der Bái Đính-Tempel (Chùa Bái Đính) in der Kommune Gia Sinh (Bezirk Gia Viễn) ist ein Komplex auf rund 700 Hektar und die zurzeit größte Pagodenanlage in Vietnam. Einer der zahlreichen weiteren Tempel und Pagoden ist der Steintempel Đền Trần oder auch đền Nội Lâm, der 968 von Đinh Bộ Lĩnh erbaut worden sein soll. Dort findet am 18. März des Mondkalenders ein großes Tempelfest statt.
Weitere Anziehungspunkte in der Nähe sind der Vogelpark Thung Nham am Dorf Đam Khê (Gemeinde Ninh Hải), 2 km von Bích Động entfernt, sowie die 1892 geweihte Kathedrale Phát Diệm in Ninh Bình. Vom Berg Hang Múa aus ist ein Ausblick über Tam Cốc und Ninh Bình möglich. Der Nationalpark Cúc Phương liegt nordwestlich.

## Fotos aus Tràng An

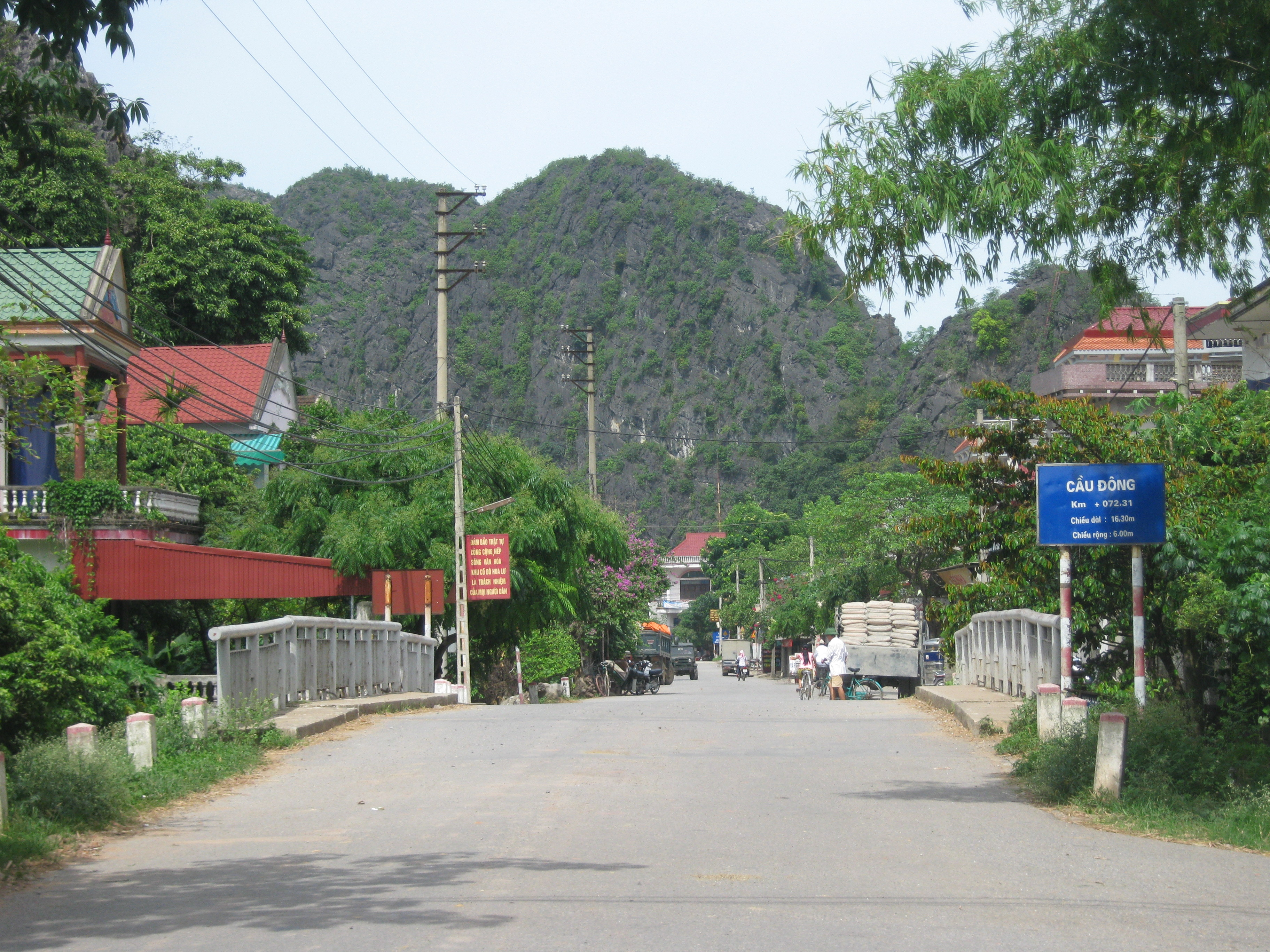
Straßenbrücke im Osten von Hoa Lư
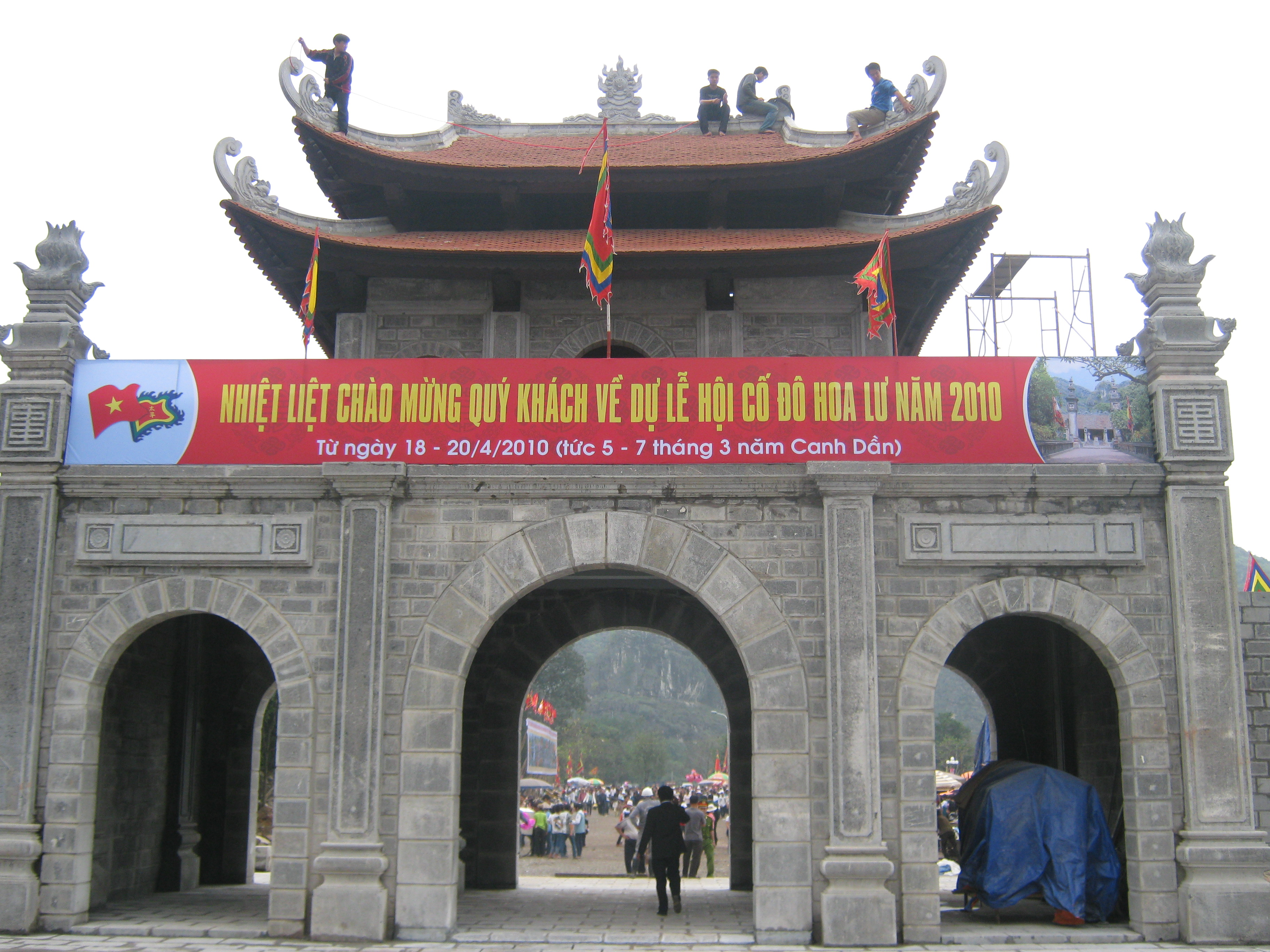
Östliches Tor des Đinh Bộ Lĩnh-Tempels (Đền Vua Đinh Tiên Hoàng) im historischen Hoa Lư
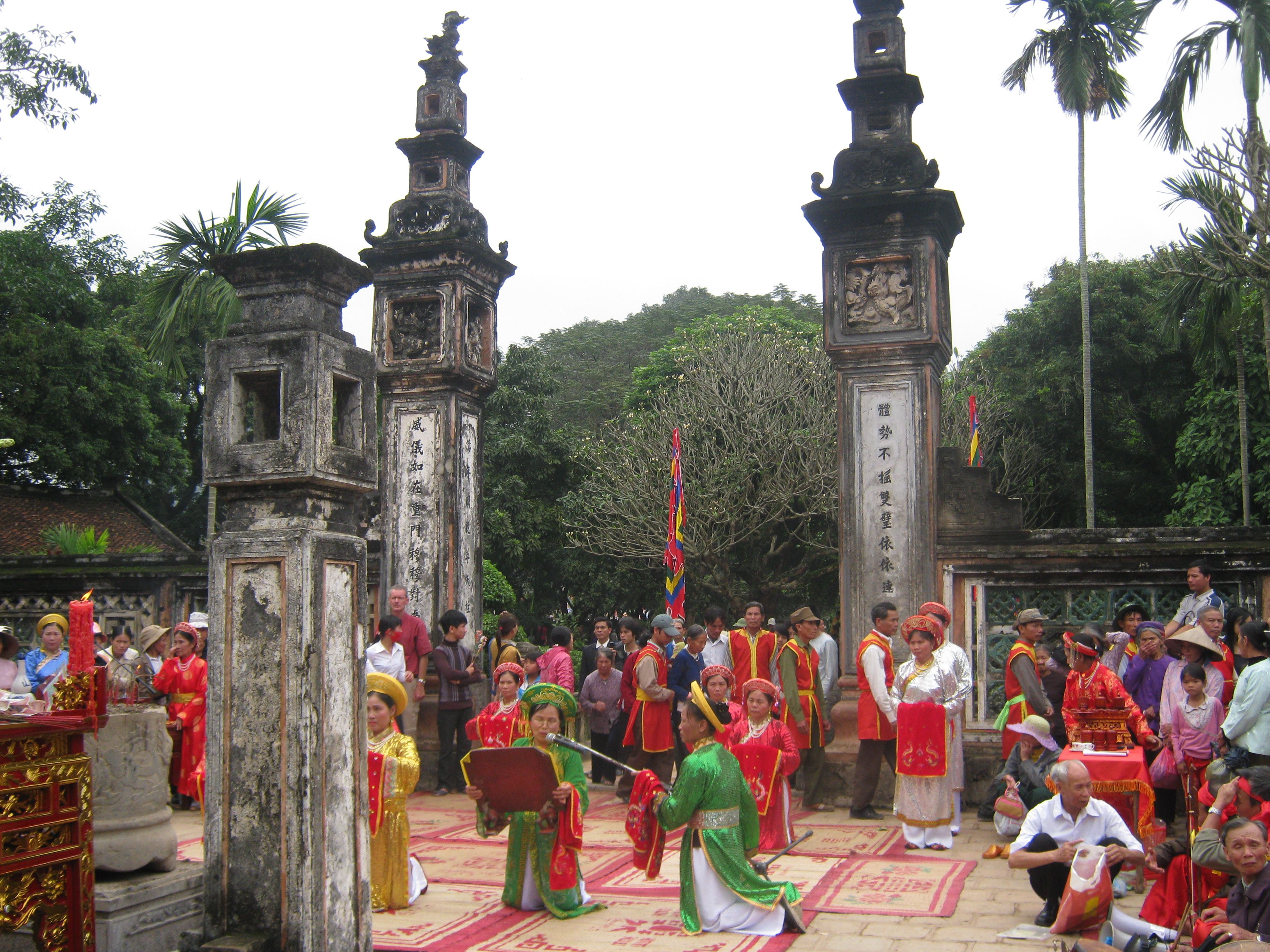
Szene des jährlichen Festes zu Ehren der Đinh- und Lê-Könige im Đền Vua Đinh Tiên Hoàng
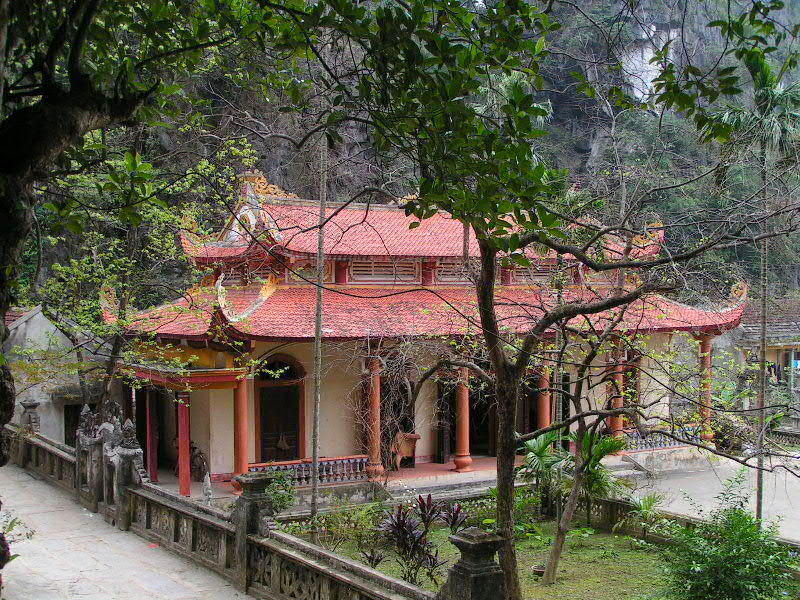
Die Hạ-Pagode im Komplex Bích Động
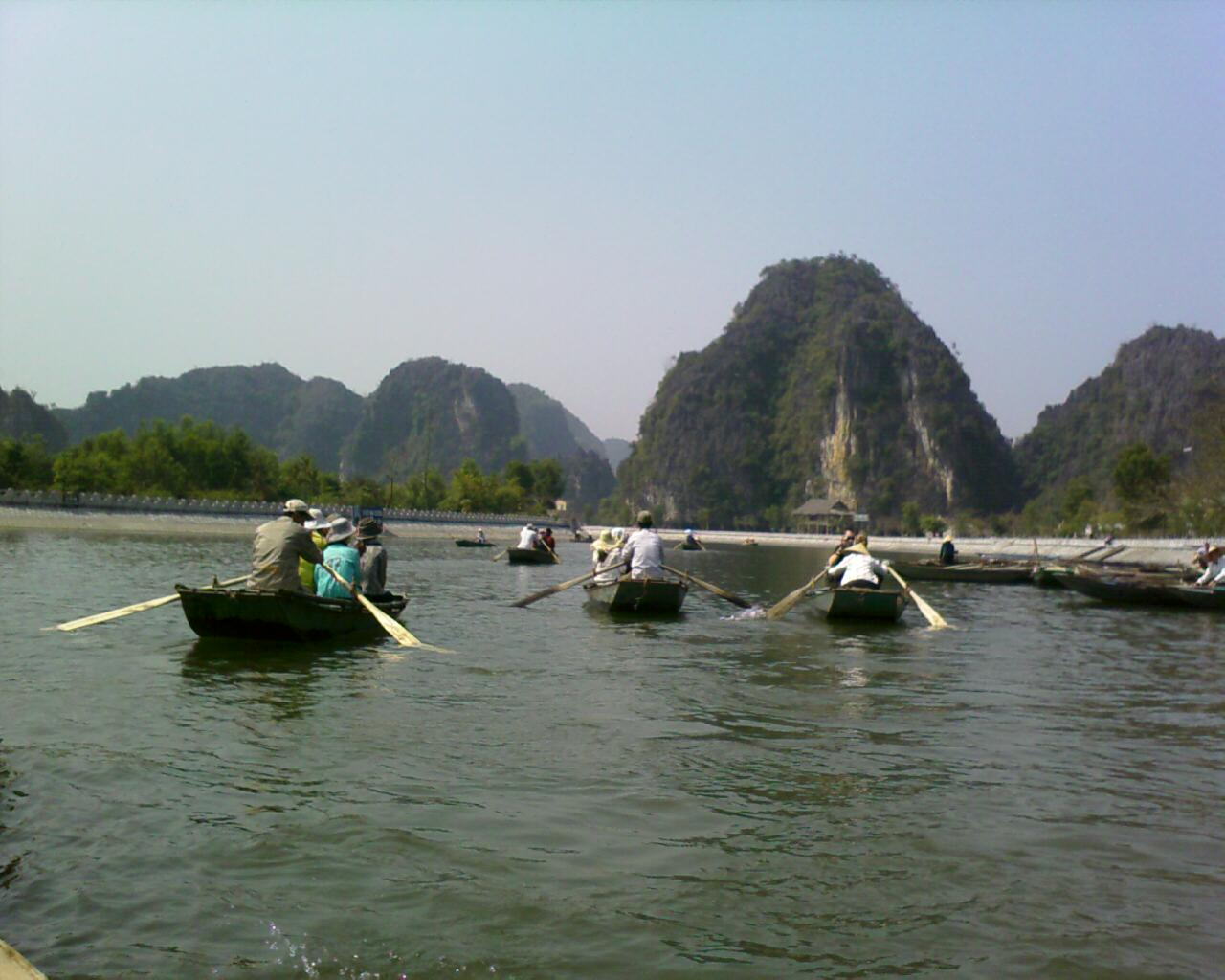
Auf dem Fluss Ngô Đồng bei Hoa Lư Richtung Tam Cốc
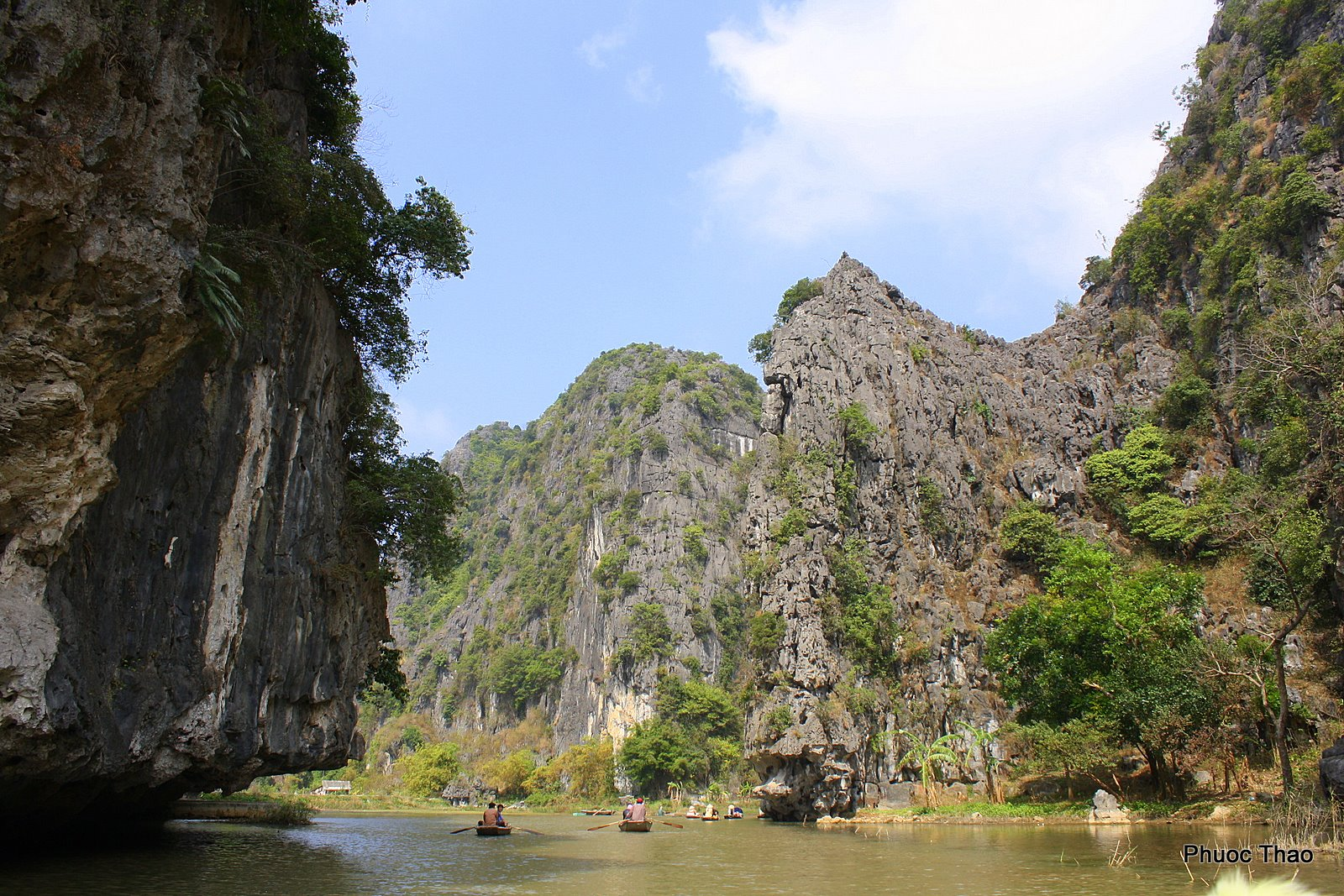
Weiter in Richtung Tam Cốc